# Житомирский областной совет
Жито́мирский областно́й сове́т (укр. Житомирська обласна рада) — представительный орган местного самоуправления, избираемый населением территориальных общин в Житомирской области.
Совет осуществляет полномочия, делигируемые ему Конституцией Украины, законом Украины «О местном самоуправлении на Украине» и иными законами, и полномочия, переданные ему сельскими, поселковыми и городскими советами.

## Предыдущие созывы

### VII созыв
По состоянию на конец 2019:
     Блок Петра Порошенка (16)
     «Батькивщина» (11)
     «Самопомощь» (6)
     Оппозиционный блок (6)
     «Свобода» (5)
     УКРОП (5)
     Народная партия (5)
     Внефракционные (8)
     Вакантные места (2)

### VIII созыв
По состоянию на август 2025 года, в ЖОС VIII созыва действует коалиция из 33 депутатов партий "Слуга народа", "Наш край", "За будущее", "Предложение".
В оппозиции им состоят 25 депутатов "Европейской солидарности", "Батькивщины", "Радикальной партии" и партии "Сила и честь".

## Председатели
| Фото | Имя                                                              | Годы жизни | Начало срока     | Конец срока      | Примечания |
| ---- | ---------------------------------------------------------------- | ---------- | ---------------- | ---------------- | ---------- |
|      | Владимир Григорьевич Фёдоров Володимир Грігорович Федоров        | 1939—2011  | апрель 1990      | август 1991      |            |
|      | Антон Станиславович Малиновский Антон Станіславович Малиновський | 1940—2019  | август 1991      | март 1992        |            |
|      | Станислав Ильич Рашевский Станіслав Ілліч Рашевський             | род. 1938  | апрель 1992      | июнь 1994        |            |
|      | Антон Станиславович Малиновский Антон Станіславович Малиновський | 1940—2019  | июль 1994        | апрель 1998      |            |
|      | Архип Борисович Войтенко                                         | род. 1946  | 14 апреля 1998   | 27 апреля 2006   |            |
|      | Ирина Максимовна Синявская Ірина Максимівна Синявська            | 1957—2020  | апреля 2006      | февраль 2008     |            |
|      | Виталий Иосифович Француз Віталій Йосипович Француз              | род. 1958  | 1 февраля 2008   | 17 ноября 2010   |            |
|      | Иосиф Антонович Запаловский Йосип Антонович Запаловський         | род. 1947  | 17 ноября 2010   | 21 февраля 2014  |            |
|      | Виталий Иосифович Француз Віталій Йосипович Француз              | род. 1958  | 21 февраля 2014  | 12 ноября 2015   |            |
|      | Анжелика Викторовна Лабунская Анжеліка Вікторівна Лабунська      | род. 1967  | 12 ноября 2015   | 26 сентября 2016 |            |
|      | Владимир Васильевич Ширма Володимир Васильович Ширма             | род. 1962  | 26 сентября 2016 | 27 ноября 2020   |            |
|      | Владимир Ильич Федоренко Володимир Ілліч Федоренко               | род. 1974  | 27 ноября 2020   | н. в.            |            |

## Ссылка
- Официальный сайт Житомирского областного совета
- З історії Житомирської обласної ради